# Wozzeck (Berg)
Wozzeck ist eine Oper in drei Akten mit 15 Szenen von Alban Berg. Das Libretto beruht auf dem deutschsprachigen Dramenfragment Woyzeck von Georg Büchner. Es gibt eine gleichnamige Oper über denselben Stoff von Manfred Gurlitt. Die Spielzeit beträgt rund 90 Minuten.

## Entstehung der Oper
1914 sah Alban Berg Büchners Drama auf der Bühne der Wiener Kammerspiele mit Albert Steinrück in der Titelrolle und begann 1915 mit der Arbeit an der Oper. 1917 stellte Berg die dramaturgische Einrichtung fertig.
Zunächst hatte er nur Texte zur Verfügung, die auf die „Wozzeck“ betitelte Ausgabe von Karl Emil Franzos 1879 zurückgehen. Diese stellt eine Bearbeitung dar, bei der – neben der notwendigen Festlegung einer Szenenreihenfolge – Sätze ausgelassen, verändert und sogar frei hinzugefügt wurden. Erst im November 1919, nach Fertigstellung des ersten Akts und der Szene II/2, las Berg einen kürzlich erschienenen Aufsatz von Georg Witkowski, der diesen Text kritisierte. Dessen eigene, streng quellenorientierte, jedoch auch mit Lesefehlern behaftete Ausgabe lag Berg wohl im Sommer 1921 vor, außerdem eine nochmals verbesserte Ausgabe des Insel-Verlags. Wegen der Bindung von Text und Musik entschloss er sich, komplett am veralteten Text festzuhalten, und machte dies diskret durch Beibehaltung der Schreibweise „Wozzeck“ deutlich. Er versuchte jedoch, verloren gegangene Bedeutungen des Büchner’schen Stücks über die Musik in die Oper zurückzuholen.
Im Oktober 1921 war die Oper fertiggestellt. Die Aufführung von drei Ausschnitten durch Beatrice Sutter-Kottlar im Jahr 1924 führte zum ersten öffentlichen Erfolg. Die Drucklegung der Oper erfolgte 1925 mit finanzieller Unterstützung von Alma Mahler-Werfel, der Witwe von Gustav Mahler. Alban Berg widmete ihr aus Dankbarkeit die Oper. Am 14. Dezember 1925 fand die Uraufführung unter der Leitung von Erich Kleiber in der Staatsoper Unter den Linden in Berlin statt.

## Historischer Hintergrund
Sowohl das Dramenfragment G. Büchners als auch die Opern von A. Berg und M. Gurlitt beruhen auf der historischen Person von Johann Christian Woyzeck, den sie zum Antihelden machten.
J. C. Woyzeck zählte zu den ersten Tätern, welche auf Zurechnungsfähigkeit überprüft worden waren. Das Untersuchungsergebnis von Johann Christian August Clarus lautete zurechnungsfähig, Woyzeck wurde zum Tode verurteilt und am 27. August 1824 in Leipzig hingerichtet.
Man vermutet, dass er unter Depression, Schizophrenie, Verfolgungswahn und Depersonalisation gelitten hat.

## Handlung und musikalische Formen
Der Wozzeck spielt am Anfang des 19. Jahrhunderts in einer kleinen Garnisonsstadt.
Der Oper liegt ein sorgfältig durchgearbeiteter Aufbau zu Grunde. Jeder der drei Akte hat eine eigene musikalische Form, gebunden an die dramaturgische Bedeutung; die Szenen sind mit kurzen musikalischen Überleitungen verbunden. Ohne Ansatz einer Ouvertüre setzt dagegen die Singstimme gleich im 5. Takt der ersten Szene ein.

### Erster Akt – Fünf Charakterstücke
Zur Vorstellung der fünf Hauptpersonen neben Wozzeck verwendet Berg fünf Charakterstücke.
1. Szene – Suite (Präludium, Pavane, Kadenz, Gigue, Kadenz, Gavotte-Double I/II, Air, Präludium im Krebsgang):

Wozzeck und der Hauptmann – Zimmer des Hauptmanns, Frühmorgens

Wozzeck ist dem Hauptmann zu Diensten. Der Hauptmann verstrickt Wozzeck in ein Gespräch über Zeit und Ewigkeit, Tugend und Moral und macht ihm Vorwürfe wegen seines unehelichen Kindes. Wozzeck beruft sich auf die Bibel („Lasset die Kleinen zu mir kommen“) und erklärt, dass existentielle Not und Tugend unvereinbar seien: „Wir arme Leut!“
2. Szene – Rhapsodie über drei Akkorde und dreistrophiges Jägerlied:

Wozzeck und Andres. Freies Feld (die Stadt in der Ferne), Spätnachmittag

Wozzeck arbeitet mit seinem Kameraden Andres. Während Andres sich mit einem Jägerlied positiv motiviert, durchschaut Wozzeck, dass die menschliche Gesellschaft Grausamkeiten und Perversionen hervorbringt, denen der Schwache ausgeliefert ist: „Der Platz ist verflucht!“
3. Szene – Militärmarsch und Wiegenlied:

Marie, Margret und das Kind; später Wozzeck – Mariens Stube, Abends

Marie erfreut sich an der vorbeiziehenden Parade, angeführt von dem attraktiven Tambourmajor. Durch Spott und Missgunst ihrer Nachbarin Margret wird sie an ihre Situation erinnert: „Hast ein klein Kind und kein Mann!“ Wozzeck kommt zu Marie. Er wirkt gehetzt, verstört von bedrohlichen Visionen, nimmt Marie und sein Kind kaum wahr.
4. Szene – Passacaglia (bzw. Chaconne) als Zwölftonthema mit 21 Variationen:

Wozzeck und der Doktor – Studierstube des Doktors, Sonniger Nachmittag

Wozzeck stellt sich dem Doktor als Studienobjekt für medizinische Experimente zur Verfügung – notgedrungen, für einen kleinen Zuverdienst.

Das Thema fungiert nur in Bezug auf die entsprechende Stimme als abstrakte Reihe, bei der Oktavlage und Tondauer frei sind. Der restliche, expressive Tonsatz ist davon weitgehend unabhängig.
5. Szene – Andante affettuoso quasi Rondo:

Marie und der Tambourmajor – Straße vor Mariens Wohnung, Abenddämmerung

Marie ist stolz, dass der Tambourmajor um sie wirbt. Sie gibt ihrer Sehnsucht und ihrem eigenen Glücksverlangen nach.

### Zweiter Akt – Symphonie in fünf Sätzen
Der zweite Akt schildert szenisch die dramatische Entwicklung der Handlung, für die Alban Berg als Großform eine Symphonie in fünf Sätzen verwendet.
1. Szene – Sonatensatz (Exposition (Haupt-, Seiten-, Schlusssatz), 1. Reprise, Durchführung, 2. Reprise):

Marie und Kind; später Wozzeck – Mariens Stube, Vormittag, Sonnenschein

Marie erfreut sich an dem Schmuck, den ihr der Tambourmajor geschenkt hat. Das Kind stört sie in ihren Träumen von einem besseren Leben. Als Wozzeck überraschend auftaucht, versucht Marie, den Besitz des Schmucks zu rechtfertigen und sein Misstrauen zu zerstreuen. Wozzeck gibt Marie seinen Lohn und die Nebeneinkünfte vom Hauptmann und vom Doktor.
2. Szene – Fantasie und Fuge über drei Themen:

Hauptmann und Doktor; später Wozzeck – Straße in der Stadt, Tag

Der Doktor, sportlich durchtrainiert, und der von dessen Tempo überforderte Hauptmann kommen in ein Gespräch, in dessen Verlauf der Doktor den Hauptmann durch eine erfundene Diagnose seines Gesundheitszustandes erschreckt. Der zufällig vorbei eilende Wozzeck wird zum Ziel ihres einvernehmlichen Spotts. Mit Anspielungen auf Maries Verhältnis zum Tambourmajor bringen sie Wozzeck aus der Fassung: „Ich bin ein armer Teufel! Hab sonst nichts auf dieser Welt!“
3. Szene – Largo:

Marie und Wozzeck – Straße vor Mariens Wohnung, Trüber Tag

Marie beantwortet Wozzecks drängende Frage nach dem Tambourmajor provozierend. Wozzeck fühlt, dass er den letzten Halt verliert: „Der Mensch ist ein Abgrund, es schwindelt Einem, wann man hinunterschaut …“
4. Szene – Scherzo (Scherzo I (Ländler), Trio I (Drehorgel-Lied des 2. Handwerksburschen), Scherzo II (Walzer), Trio II (Jägerchor der Burschen und Lied des Andres), Scherzo I (Ländler variiert), Trio I (Lied variiert zur Predigt des 2. Handwerksburschen), Scherzo II (Walzer mit Durchführung)):

Volk, zwei Handwerksburschen, Andres, Tambourmajor, Marie; später Wozzeck; zum Schluss der Narr – Wirtshausgarten, Spät abends

Im Wirtshaus wird gezecht, gesungen, getanzt. Zwei Handwerksburschen werben für den Tambourmajor. Wozzeck sieht, wie Marie eng umschlungen mit dem Tambourmajor tanzt. Der Narr in Gestalt des Hauptmanns erscheint Wozzeck und prophezeit: „Ich riech, ich riech Blut!“
5. Szene – Rondo martiale con Introduzione:

Schlafende Männer, Wozzeck, Andres; später der Tambourmajor – Wachstube in der Kaserne, Nachts

Wozzeck findet keine Ruhe. Der Tambourmajor demütigt Wozzeck, indem er mit der Eroberung Maries prahlt und ihn zusammenschlagen lässt.

### Dritter Akt – Sechs Inventionen
Die Szenen des dritten Akts sind schlaglichtartig auf das Mordgeschehen konzentriert. Berg verwendet wieder unabhängige Stücke.
1. Szene – Invention über ein Thema (Thema, 7 Variationen und Fuge):

Marie mit dem Kind – Mariens Stube, Nacht, Kerzenlicht

Diese Szene führt ein retardierendes Moment ein: Marie bereut ihren Verrat an Wozzeck. Verzweifelt sucht sie in der Bibel Trost. Ihrem Kind erzählt sie ein bitteres Märchen: Der Mensch ist allein in der Welt, ohne Zuflucht.
2. Szene – Invention über einen Ton (H):

Wozzeck und Marie – Waldweg am Teich, Es dunkelt

Wozzeck tötet Marie.
3. Szene – Invention über einen Rhythmus:

Volk, Wozzeck und Margret – Schenke, Nacht, schwaches Licht

Wozzeck sucht im Wirtshaus Vergessen. Er tanzt mit Margret. Margret entdeckt Blut an ihm – er wird als Mörder entlarvt.
4. Szene – Invention über einen Sechsklang:

Wozzeck, später Doktor und Hauptmann – Waldweg am Teich, Mondnacht

Vergebens sucht Wozzeck das Messer, um die Tat zu verdecken. Er geht weiter in den Teich hinein und ertrinkt. Doktor und Hauptmann gehen vorüber.
Orchesterzwischenspiel in d-Moll – Invention über eine Tonart

Viele Motive der Oper werden nochmals zusammengeführt und verarbeitet, bis hin zu einer Verklärung Wozzecks.
5. Szene – Invention über eine Achtelbewegung:

Maries Kind, Kinder – Straße vor Mariens Wohnung, Heller Morgen, Sonnenschein

Maries Kind versucht, mit dem Vater zu spielen. Andere Kinder erzählen ihm, dass auch seine Mutter tot sei.

## Das Libretto: Dramatische Zuspitzung einer beschreibenden Szenenfolge

### Bergs Dramatisierung des Texts der Franzos-Ausgabe
Die neuere Literaturwissenschaft sieht in Büchners loser Verbindung einzelner Szenen ein Stilmerkmal, das er auch bei einem Abschluss des Dramas nicht aufgegeben hätte. In vielen Facetten soll ein Bild der sozialen Wirklichkeit entstehen. Berg dagegen wählte Szenen aus und ordnete sie, so dass sich eine spannende, schlüssige Handlungsführung ergab. Er fasste – auf Franzos zurückgehend – mehrere Szenen zur Wachstuben-Szene II/5 zusammen und übernahm Sätze bzw. das „Tochter“-Lied in die Wirtshausgarten-Szene II/5. Auch innerhalb der Szenen kürzte er. So entstand ein klassisches dreiaktiges Drama mit Exposition, Peripetie und Katastrophe. Es dominieren die auf den Mord bezogenen Handlungselemente, die in vier Gruppen eingeordnet werden können:
1. Aggressionen gegen Wozzeck
2. Untreue gegen Wozzeck
3. Wozzecks Wahnsinn
4. Wozzecks Aggressionen

Berg identifizierte sich aufgrund seiner Erlebnisse im Ersten Weltkrieg mit Wozzeck:

„Steckt doch auch ein Stück von mir in seiner Figur, seit ich ebenso abhängig von verhaßten Menschen, gebunden, kränklich, unfrei, resigniert, ja gedemütigt, diese Kriegsjahre verbringe. Ohne diesen Militärdienst wäre ich gesund wie früher.“

So litt er unter heftigem Asthma, wurde aber unter dem Vorwurf der Simulation teilweise doch für diensttauglich erklärt. Darauf ist sicher die Ersetzung von „pissen“ durch „husten“ in Szene I/4 zurückzuführen, nicht auf die Vermeidung naturalistischer Derbheiten. Einer solchen Tendenz der Franzos-Ausgabe arbeitet er an anderen Stellen entgegen, soweit noch möglich: Er schreibt „Altweiberf-z“ aus und übernimmt aus dem Original Büchners dann doch „Das Weib ist heiß! ist heiß! heiß!“. Bohnen und Schöpsenfleisch beklagt er in Briefen als unzumutbare Bestandteile der österreichischen Armeeration und erlaubt sich daher, die bei Büchner Wozzeck verordnete Diät von Erbsen und Hammelfleisch leicht abzuwandeln.
Davon abgesehen lässt Berg den ihm vorliegenden Büchner-Text unangetastet. Nur mit Regieanweisungen setzt er Akzente, autobiographische etwa mit vielen Anspielungen auf Atembeschwerden des Hauptmanns, die auch in einer eigenen Motivgruppe auskomponiert werden. In der Feld-Szene I/2 setzt er Wozzecks Feuer-Vision zu einem von Andres nur angedeuteten eindrucksvollen Sonnenuntergang in Kontrast. Die abmildernde Tendenz der Franzos-Ausgabe wird korrigiert, wenn in der Rauf-Szene II/5 sich auch Andres umlegt und einschläft. So wird Wozzecks Verlassenheit umfassend.

### Franzos’ tendenziöse Bearbeitung des Büchner-Texts
Während bei Berg nicht die Tendenz erkennbar ist, unbequeme Inhalte wegzulassen, wiegen die Bearbeitungen Franzos’ inhaltlich schwerer. Bei Büchner grübelt Woyzeck zwar über die ihn umgebende Welt nach, reflektiert aber nicht über sich selbst. Eher als er tritt die Gesellschaft als handelndes Kollektiv hervor. Franzos’ Wozzeck dagegen ist sich seines Handelns bewusst. In der Studierstuben-Szene I/4 erweitert Franzos „denn das Menagegeld kriegt das Weib“ durch „Darum tu’ ich’s ja!“. In die Mord-Szene fügt er die Worte „fromm“, „gut“, „treu“, „dürfen“ und „müssen“ ein, die eine Orientierung an Normen ausdrücken. Der die objektive Kennzeichnung verinnerlichende „Mörder!“-Ruf Wozzecks wurde ebenfalls von Franzos in der Szene des Ertrinkens ergänzt. Mit dem Reiter-Lied in der Wirtshaus-Szene III/3 ersetzt er das auf Marie als Dirne verweisende „Magd“-Lied durch die (im Franzos vorliegenden Bänkelsang weiter ausgeführte) Schilderung eines Mädchenmords.
Weiter verwendet zwar Büchners Woyzeck viele biblische Zitate, ist aber nicht religiös und betet nicht – „und führe uns nicht in Versuchung, Amen!“ in der Kasernenszene I/5 ist sekundär, ebenso „Gott im Himmel“ in II/1, zusammen mit verflachenden Kürzungen. Dieser Ausruf bildet aber gerade die Kuppel der komplizierten Fugen-Architektur, was besonders deutlich zeigt, dass Berg an Franzos’ Text gebunden war. Der Ausruf bringt durch die Assoziation mit Mk 15,34  die Peiniger-Szene in Zusammenhang mit der Kreuzigung Jesu, während Büchner die Sadismen des Doktors und Hauptmanns mit fast protokollarischer Kälte widerspiegelt.
Andere Figuren wurden von Franzos nicht so stark verändert. In der Bibel-Szene III/1 jedoch erzählt statt des Narren Marie ein harmloses, nicht mehr auf die Katastrophe vorausdeutendes Märchen: Das Motiv des Kindsraubs und die Zeile „Blutwurst sagt: komm Leberwurst!“ werden entfernt. Außerdem erträgt Franzos nicht Maries Zurückweisung des Kinds – er fügt „Nein komm, komm her!“ ein. Im auf Maria Magdalena bezogenen Zitat von Lk 7,36–50  wird der „unfromme“ Ausruf „Alles todt!“ gestrichen, der in seinem Nihilismus an „Es ist Alles eins“ aus der Verführungs-Szene erinnert. Schließlich fügt Franzos Maries ausdrückliche Bitte um Erbarmen hinzu. Insgesamt erscheint in dieser Szene Marie als reuige, gereinigte Sünderin, während sie bei Büchner einen widersprüchlichen Charakter hat. Das Kind bekommt bei Franzos zusätzliches Gewicht, indem etwa in der letzten Szene nicht zwei Kinder den Mord erzählen, sondern drei Maries und Wozzecks Sohn direkt ansprechen. Auch dieser Figur wird ihre Ambivalenz genommen, indem eine Szene aus den „Verstreuten Bruchstücken“ gestrichen wird, in der sich das Kind von Wozzeck abwendet.

## Bergs musikalische Umsetzung des „Wozzeck“
Berg nutzt im Wozzeck alle zu seiner Zeit zur Verfügung stehenden musikalischen Mittel wie Atonalität (auch wenn er den Begriff ablehnte) und Vorformen der Zwölftontechnik, um die Handlung der Büchnerschen Vorlage nachzuzeichnen. Er schafft so ein vielfach expressionistisch übersteigertes seelisches und soziales Drama. Um über die Loslösung von Dur- und Moll-Tonskalen hinaus ein auch in instrumentatorischer Hinsicht noch breiteres Spektrum an musikalischen Mitteln zu schaffen, setzt er neben dem großen Orchester im Graben (mit mehrfach besetzten Bläsern, großem Schlagzeugapparat und unüblichen zusätzlichen Instrumenten wie Rute und Bombardon) ein zweites Orchester als Bühnenmusik ein.
Auch die Behandlung der Singstimme ist außergewöhnlich differenziert, insofern er mehrere Zwischenstufen zwischen gesprochenem und gesungenem Wort vorschreibt, z. B. gesprochen, aber rhythmisch fixiert usw. Eine besondere Rolle spielt hierbei die sogenannte „rhythmische Deklamation“, eine exakte Notation von rhythmisch und intervallisch fixiertem Sprechgesang, den Bergs Lehrer Arnold Schönberg u. a. in seinem Pierrot lunaire einsetzt.
Berg verwendet musikalische Formen vom Barock bis zur Spätromantik. Die formale Strenge erschließt sich beim Hören allerdings kaum, sondern wird nur aus dem Partiturstudium ersichtlich. Berg selbst legte großen Wert darauf, dass die Wahrnehmung der zugrundeliegenden traditionellen Formen wie Passacaglia, Suite usw. nicht die Konzentration auf die Handlung stört. Sie dienen vielmehr als technisches Substrat der formalen Konstruktion, welche sich im atonalen Gefüge nicht länger auf die der Dur-Moll-Tonalität wesentliche Beziehung zwischen Form und Harmonik stützt.

### Themen, Motive und Leitmotive
Zusätzlich zu ihrer Verarbeitung in der entsprechenden Szene werden viele musikalische Themen als Leitmotive auch in anderen Szenen der Oper verwendet. Beides ergibt eine den Text interpretierende Sinnebene, die über den unmittelbaren musikalischen Ausdruck hinausgeht.

#### Widerstand und Selbstaufgabe

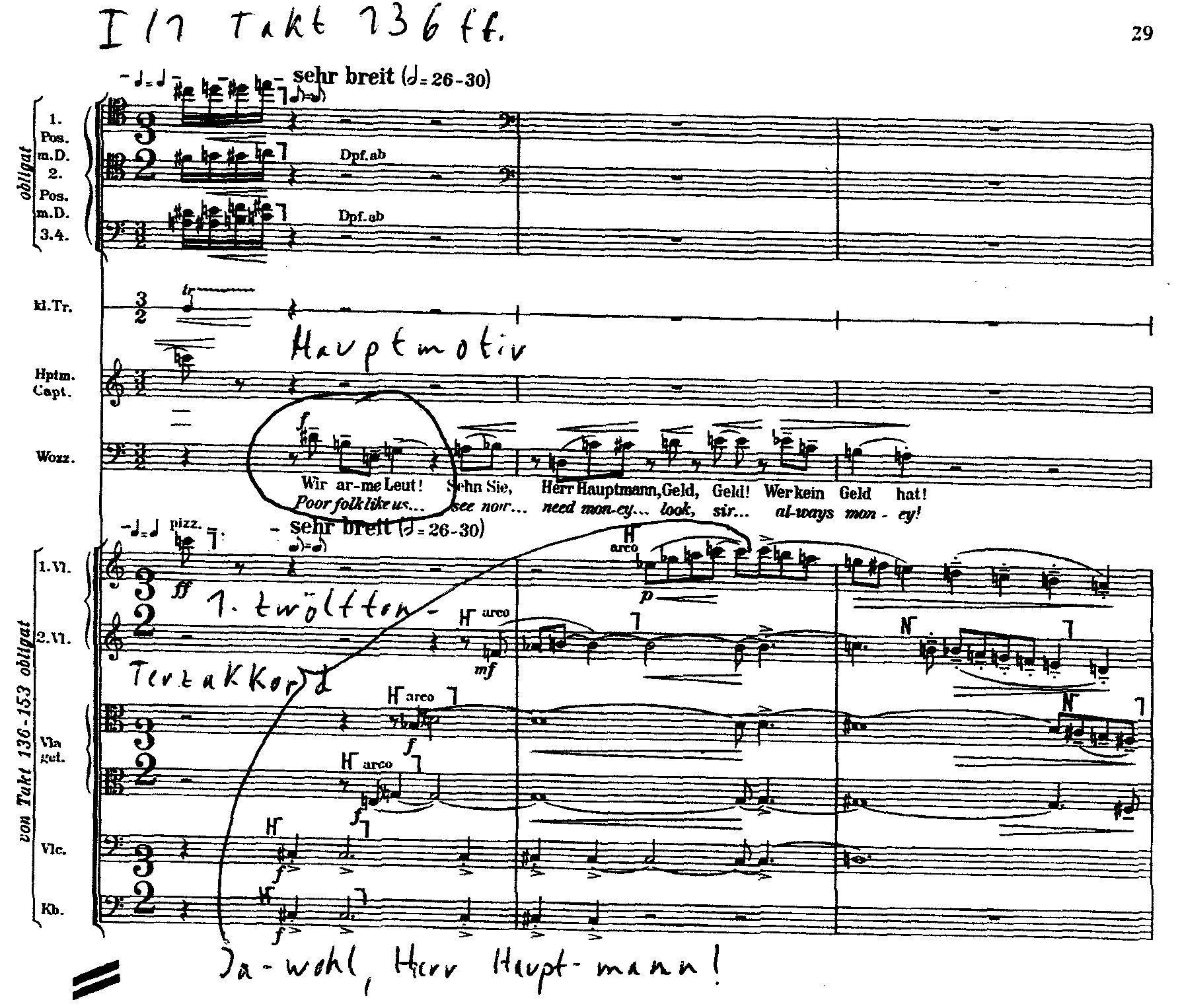
Beginn der Air: Überlagerung dreier Leitmotive.

Ein Beispiel ist die Air der ersten Szene des ersten Akts (I/1), in deren ersten zwei Takten die Grundaussage der gesamten Oper konzentriert ist. Wozzeck wehrt sich in Form einer verallgemeinerten Anklage gegen den Vorwurf des Hauptmanns, er habe „ein Kind ohne den Segen der Kirche“. Die ersten vier Töne der Singstimme stellen das Hauptmotiv der Oper dar:
Es wird auch in Szene II/1 zitiert (oft in akkordischer Version der Nebenform „Ich bin ein armer Kerl!“ aus I/1 Takt 148), außerdem in der Rauf-Szene II/5 sowie im Orchester-Epilog.
Gleichzeitig erscheint in den Bässen der in I/1 Takt 25/26 auf „Jawohl, Herr Hauptmann!“ eingeführte „Wozzeck/Soldat-Rhythmus“. Er verweist – neben der wirtschaftlichen Unterdrückung – auf die militärische Hierarchie als eine weitere der „Herrschaftsstrukturen, in die Wozzeck eingebunden ist.“ Die Streicher insgesamt führen als aufsteigendes Arpeggio den ersten Zwölfton-Terzakkord Cis-E-G-B-D-F-As-H-Es-Ges-A-C ein. Theoretisch möglich sind nur vier solcher aus kleinen und großen Terzen aufgebauten Zwölftonakkorde. Berg verwendet alle in dieser Szene, außerdem den ersten in II/1 Takt 115 und III/4-5 Takt 364. Ein solches eng begrenztes Akkordsystem ist in seiner Oper einzigartig. Peter Petersen versteht es als Hinweis auf eine exklusive, von wenigen beherrschte Gesellschaftsstruktur. Es wird beim Himmelsdonner am Ende der Air durch Verdoppelung des E im 3. Akkord (B-D-F-As-C-E-G-H-Dis-Fis-A-Cis) zum ersten Mal durchbrochen. Am Ende der Überleitung in I/1-2 Takt 198-200 weist dann der 4. Akkord (A-Cis-F-As-C-E-G-H-Dis-Fis-B-D) zehn nicht integrierbare Noten auf. Zusammen mit Bergs Anmerkung „der sich aufrichtende“ zur Präsentation des ersten Zwölfton-Terzakkords, und dem Text von den Proletariern, die im Himmel „donnern helfen“, sieht Petersen in dieser Szene, speziell den beiden analysierten Takten einen deutlichen Hinweis auf Destruktion und Revolte.
Auch wenn Marie in II/1 Takt 79 eine variierte Umkehrung des Hauptmotivs singt, nimmt sie keine Perspektive außerhalb ihrer selbst ein. Sie singt in I/3 Takt 467 „Wir arme Leut!“ auf ihr eigenes, individuelles Leid ausdrückendes Klagemotiv. In persönlicher Stärke leistet sie Widerstand gegenüber sexuellen Übergriffen ihres Vaters, Wozzecks (beides II/3 Takt 395ff.) und zunächst auch des Tambourmajors. Am Ende von Szene I/5 gibt sie diesem jedoch aus Verzweiflung über ihre gesamte Situation nach („Meinetwegen, es ist Alles eins!“). Mit einer Bassfolge über 12 Töne abwärts „verliert [sie] musikalisch den Boden unter den Füßen.“
Darin ist ihr wiederum die Bühnenfigur Wozzecks gleich. Nur am Anfang findet er Halt in sich aufbäumender Gesellschaftskritik. Apokalyptische Visionen und unverstandene Zeichen halten ihn gefangen, er wird irre an Maries Untreue – und geht unter im Wasser des Teichs. Während die lang angehaltenen „Feld-Akkorde“ von I/2 noch Ansätze einer Melodie ergeben, ist Wozzeck in der vorletzten Szene ganz im – oft aufgelösten – „Teich-Akkord“
befangen, verliert seine Identität. Die Vertikale dominiert gegenüber horizontaler Bewegung.

#### Wissenschaft und Wahnsinn

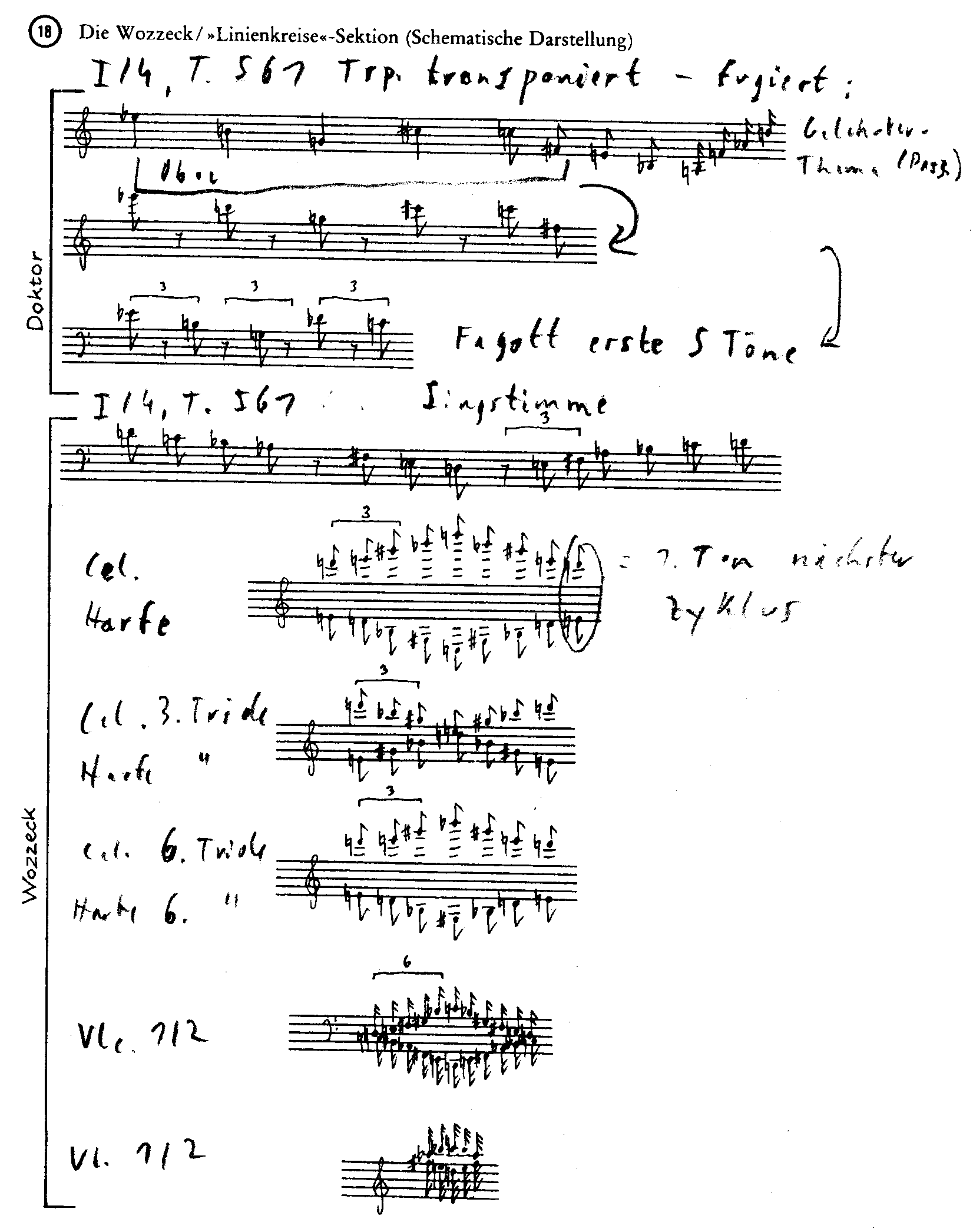
Die „Linienkreise“-Sektion in I/4, Takt 561.

Dieses Sichverlieren an Zeichen der Natur steht im Kontrast zum Streben des Doktors nach rücksichtsloser Naturbeherrschung. Dies macht Berg in einem einzigen Takt, der 12. Variation der Passacaglia, deutlich. Das den Doktor in seiner Gelehrsamkeit repräsentierende Thema erscheint in den Trompeten mit klar strukturierter Verkürzung: 4/4 + 4/8 + 4/16. Damit ist sein rationales System abgeschlossen, und fugierte Einsätze in Oboe und Fagott betonen dessen Selbstbezüglichkeit. Ähnlich zu deuten ist die sukzessive Verringerung der Notenwerte in dem als Tonrepetition gestalteten Satz „In dem Menschen verklärt sich die Individualität zur Freiheit“ (T. 501).
Die übrigen Stimmen nehmen Wozzecks in schweifender Fantasie kreisende, ganztönige Melodiebewegung auf, ebenfalls ein Leitmotiv: „Linienkreise… Figuren… Wer das lesen könnte!“ Die unregelmäßige Verkleinerung erstreckt sich hier außerdem auf das Auslassen von Tönen und den Tonhöhenabstand korrespondierender Stimmen. Sie könnte fast unbegrenzt fortgesetzt werden. „Das offene System Wozzecks weist den Weg ins Irrationale“, ermöglicht aber auch eine Sensibilität für unterdrückte Widersprüche und Gewalt.

#### Wozzecks persönliches Thema
Während das „Wir arme Leut“-Leitmotiv Wozzeck in seiner gesellschaftlichen Rolle und darüber reflektierend repräsentiert, charakterisiert ihn ein anderes Thema persönlich als Mann. Es wird in II/1 Takt 273 eingeführt und ist drittes Thema der anschließenden Tripelfuge. Die Oberstimme ist
es werden aber auch die anderen Stimmen des homophonen Posaunensatzes durchgeführt. Berg notiert in seinem Skizzenbuch „der Fatalistische“ zu dem Thema. Analog zur psychischen Zerrüttung Wozzecks wird das Thema bis zum Ende der Fuge vollständig deformiert.
Am Ende des viele Leitmotive verbindenden d-moll-Adagios erscheint das Thema dagegen liedhaft-hymnisch. Es ist auftaktig mit Bindungen, fortissimo, und ein einziger Tonika-Akkord (F-A-D-E) wird in allen Instrumentengruppen parallel geführt. So entsteht ein orgelartiger Klang, und die Oberstimme wird hervorgehoben. Berg sah diesen Epilog als sein Bekenntnis. Hier wird Wozzeck „zu einem emotional belebten, freien und starken Menschen verklärt“, der er hätte sein können. Petersen meint, eine solche idealistische Sympathiebekundung sei Büchner völlig fremd gewesen. Er zielte auf politische Veränderung.

#### Wozzeck-Akkord und weitere Motive
Der letzte Akkord des „Wozzeck / Mann-Themas“ ist die Transposition des für Wozzeck typischen Akkords d7, das Hauptmotiv seine Auflösung, zunächst auf der Stufe E. Weiter sind von diesem Akkord abgeleitet der 3. Feldakkord aus I/2, ein auf Eifersucht bezogenes „Wozzeck / Paranoiker-Motiv“, das in 1/32-Noten „einer nervösen Zuckung oder einem irritierten Blick“ gleicht (I/3 Takt 427, 454 und drei weitere Szenen), und der Tonika-Akkord des d-moll-Adagios. Unter weiteren, vom Wozzeck-Akkord unabhängigen Motiven hebt Berg in seinem Skizzenbuch „der Empörte“ (in II/3) und „Es-moll der Resignierte“ (ohne Noten) hervor. Den somit komplexen Charakter Wozzecks spiegelt die vorgesehene Bariton-Stimme. Als Instrument wird Wozzeck-Motiven häufig die Posaune zugeordnet, und in II/5 Takt 754-756 ist seine Singstimme eng mit der Posaune verbunden. Berg verleiht so seiner Hauptfigur Erhabenheit und Größe.

#### Die Figur Marie

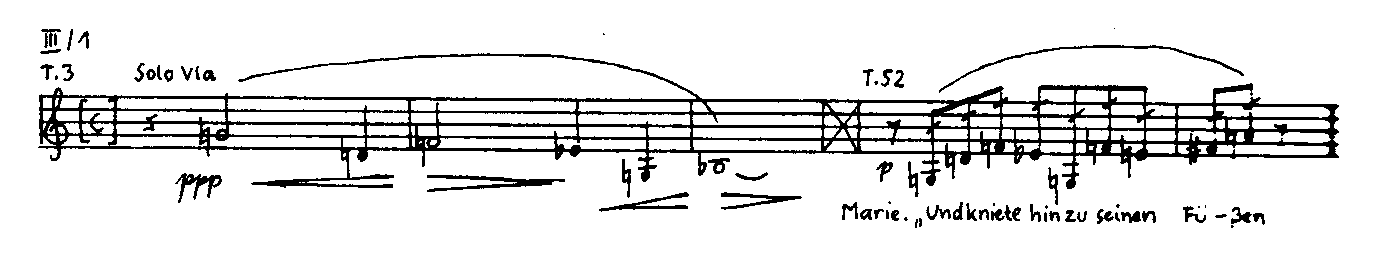
Das „Marie/Bibel-Thema“ in Szene III/1 als Grundlage der 7 Variationen und – in einer vom Krebs abgeleiteten Fassung – als Thema der abschließenden Fuge.

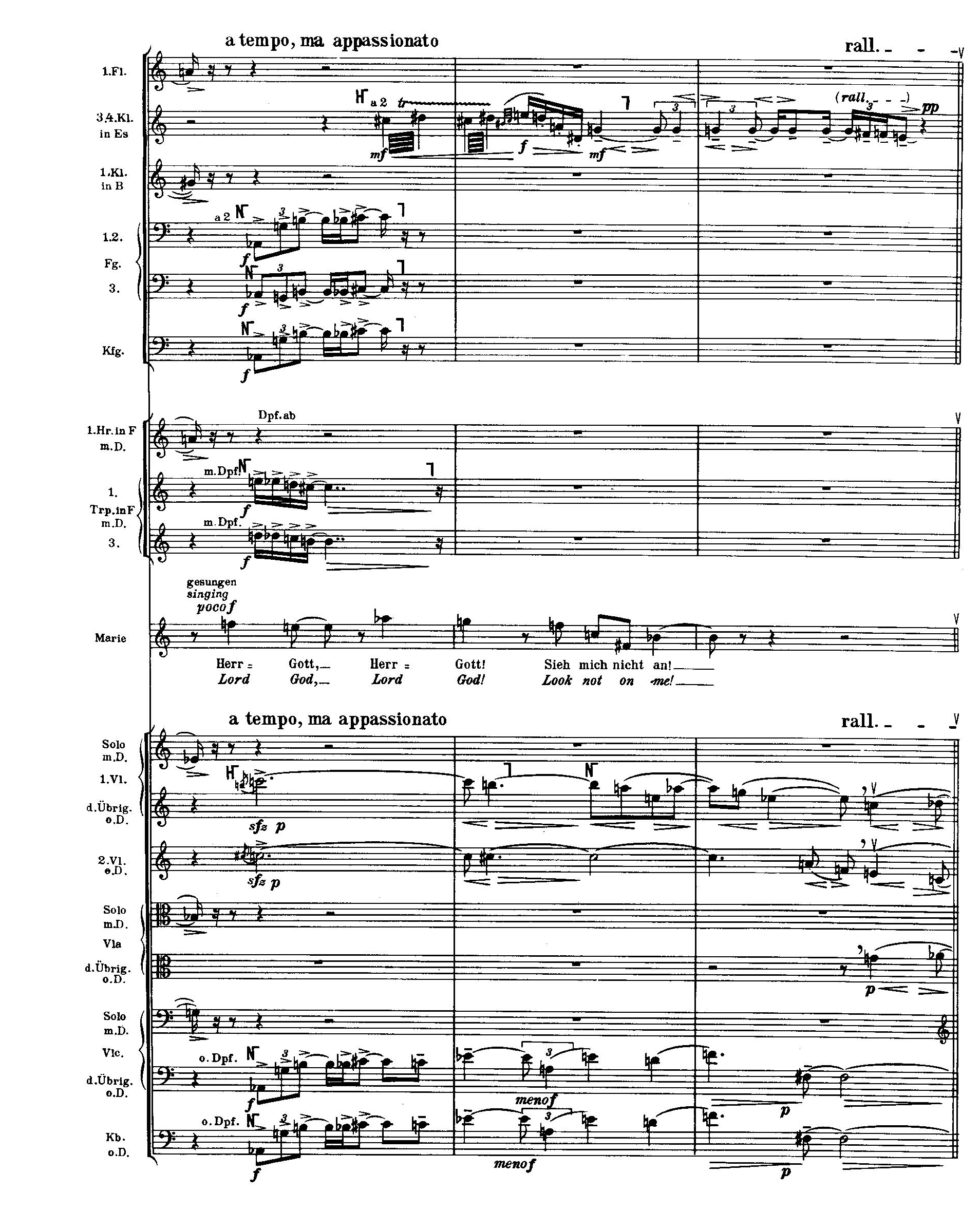
Die drei parallelen „Marie/Reue-Themen“ in III/1, Takt 7-9. Das erste, abgewandelt auch in der Fuge verwendete, wird von den Violinen vorgetragen. Das zweite begegnet in den Bassinstrumenten. Das dritte ist auf die Trompeten und Klarinetten aufgeteilt. Sein Ende in Takt 8 ist zudem die Verkürzung des von Marie parallel gesungenen „Reue-Motivs“.

Marie ist ein „latent diatonischer“ Akkord zugeordnet, der Volkstümlichkeit und Bezug zur Natur ausdrückt. Er umfasst die 4. bis 7. Stufe der Variante C-G-D-A-E-H-F des Quintenzirkels, die durch die verminderte Quinte H-F auf die diatonische Skala beschränkt ist:
Davon abgeleitet sind „Verhängnis-Quinten“, das oben erwähnte Klage-Motiv, das Wiegenlied in I/3, die „Schmuck-Thematik“, der „1. Wirtshaus-Akkord“ des Ostinato in II/4 und das „Reue-Motiv“ in III/1 („Sieh mich nicht an!“).
Diese Szene hat die Form eines Variationensatzes mit Fuge. Das teilweise gemeinsame Thema charakterisiert in seinem ersten Teil eher objektive Bibelverse oder Schilderungen aus dem Märchen vom einsamen, armen Kind. Der zweite Teil drückt in drei simultanen Themen subjektive Reaktionen Maries aus: Reue, Reaktion auf ihr Kind sowie Verzweiflung des Kinds im Märchen.
Die Szene sowie die Klageelemente in I/3 kontrastieren mit der lebensdurstigen Seite Maries, die besonders im Andante affettuoso von Szene I/5 dargestellt wird. Das mit der Verwandlung eingeführte Hauptthema und die daraus abgeleitete Steigemelodik drücken erotische Leidenschaft aus. Das gleichzeitig von der Klarinette vorgestellte Nebenthema ist melodisch gewunden und kann als Ausdruck widerstreitender Gefühle verstanden werden. Die fallende Schlussmelodik („…stolz vor allen Weibern“, gleichzeitig freie Vergrößerungen im Orchester und hymnische Schlusstakte 709–714) macht sexuelle Hingabe deutlich. Die Thematik erscheint unter anderem wieder, wenn Wozzeck auf Maries Untreue anspielt: in II/3, II/4 sowie in der Mordszene in einer Variante, die auch mit dem Tambourmajor-Motiv (am Ende der Verwandlung zu I/5 eingeführt) verwandt ist.
Das Wiegenlied wird am Ende der Oper aufgenommen: Der Knabe singt „Hopp, hopp!“ auf dessen charakteristische Quart. Nach dem letzten Mal (Takt 386ff.) variieren Klarinette, Viola, Trompete, dann Violine den ersten Takt des Wiegenlieds, bevor es rhythmisch und melodisch weiter zerfließt und in hohe Lagen geführt wird. Stimme und Person der Mutter entschwinden so in der gleichförmigen Bewegung dieser Szene.

### Rhythmus
Volkstümliche wie komplexe Rhythmen spielen in der Oper eine große Rolle, was sich schon am umfangreich besetzten Schlagwerk zeigt. Von Pavane bis zum Militärmarsch verwendet Berg viele Formen von Tänzen.
Szene III/3 ist ganz auf einem Rhythmus aufgebaut. In der „brutale[n] Direktheit“ des fff-Solos der großen Trommel unmittelbar vor Beginn der Schenken-Szene wird besonders deutlich, dass er – entsprechend dem szenischen Zusammenhang – Wozzeck objektiv als Mörder charakterisieren soll. Es treten verschiedene Varianten und deren Augmentation sowie eine Verkürzung auf.
Mit Begleitung des Rhythmus in den Streichern stellt Wozzeck in Takt 206f. die Frage „(Bin) ich ein Mörder?“ Franzos hatte in seiner Büchner-Ausgabe die folgenden Sätze gestrichen: „Was gafft ihr? Guckt euch selbst an!“ Damit gibt Wozzeck die Anklage des Mords an die Gesellschaft zurück. Diesen unterdrückten Sinn macht Berg hörbar deutlich, indem er Wozzeck die verbliebene Frage auf eine horizontale Spiegelung des „Wir arme Leut“-Leitmotivs singen lässt.

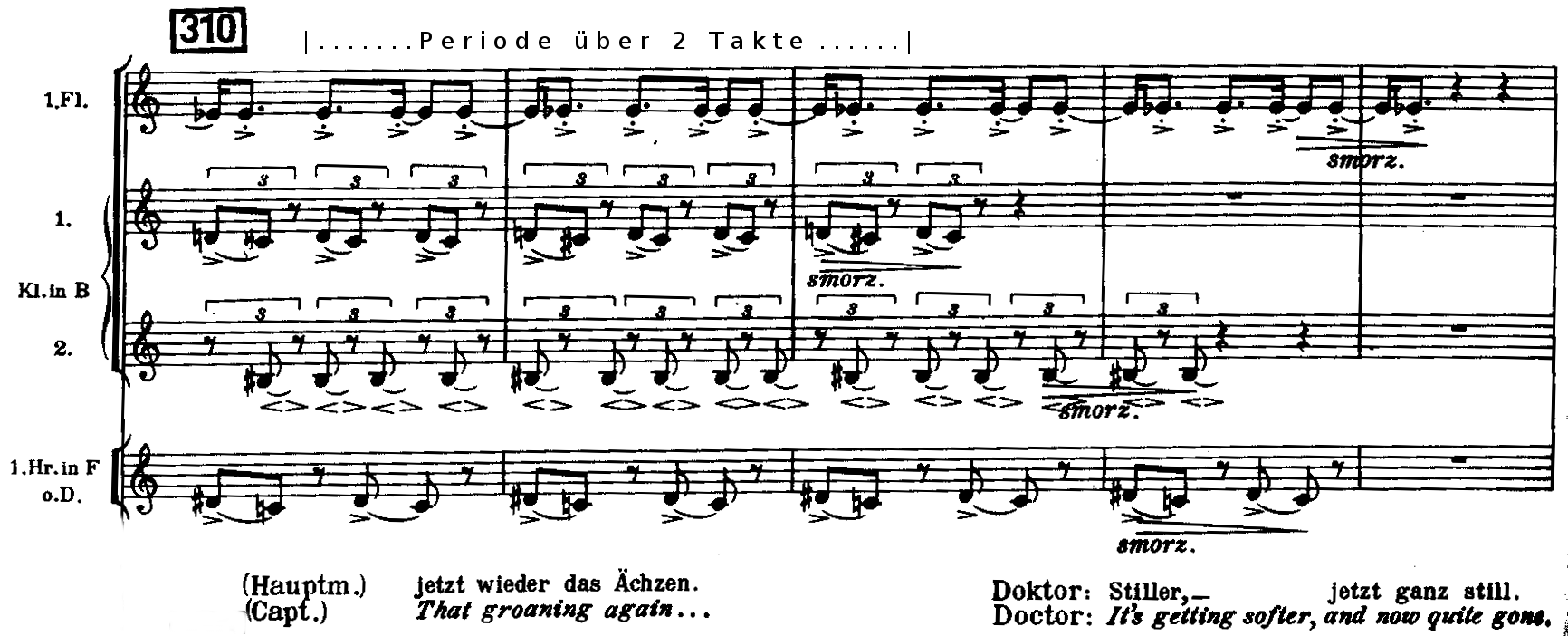
Ausklingen der Wasserbewegung am Ende von Szene III/4, ab Takt 310. Die größte gemeinsame Zeiteinheit der vier kurzen rhythmischen Muster in den Bläsern ist die 1/32 Triole. Auf diese bezogen haben sie – von oben nach unten – die Intervallverhältnisse 9:12:8:18. Die beiden Klarinettenstimmen alleine (jedoch langsamer, nicht als Triole) bilden am Anfang der Szene, in Takt 226–230 leicht bewegtes Wasser ab.

Neben solchen tiefgehenden Aussagen in einem Geflecht musikalischer Symbole spielt Berg gerne einfach mit Rhythmus, variiert den einen, verschiebt den anderen gegen den Takt oder überlagert mehrere. Zwei Beispiele für den letzten, polyrhythmischen Fall begegnen in lautmalerischer Absicht in der Teichszene II/4. Zur Darstellung des leicht bewegten (Takt 226) oder unruhigen Wassers (Takt 302–315) sind zwei bzw. vier einfache rhythmische Muster komplex miteinander verzahnt und unterschiedlich auf den Takt bezogen.
Eine noch größere Rolle spielen solche Verschiebungen von rhythmischen, metrischen und zusätzlich melodischen sowie ausgedehnten akkordischen Ostinati in II/4 (Wirtshausgarten). Ein Beispiel sind die „schmetternd“ zu spielenden Horn-Arpeggien am Anfang, die sich jeweils um 1/8 Triole gegenüber dem Takt nach vorne verschieben. In der Verwandlung baut Berg das komplexeste, „numerische Ostinato“ auf. In fünf Sektionen ab Takt 692 werden Reihen von 3, 5, 7, 9 und 11 Tönen mit rhythmischen Phrasen von 5, 7 9, 11 und 13 Achteln kombiniert. Die letzte Stufe dieses Systems ist nicht mehr geschlossen, die Zeit reicht nicht aus, um wieder zum Ausgangspunkt der Kombination von Rhythmus und Melodie zurückzukehren. Außerdem gibt es Abweichungen von den Zahlen der regulären Folgen. Petersen weist wieder darauf hin, dass so die „ewigen Kreisläufe“, die „gottgewollte“, gleichgültige und unbarmherzige Ordnung der Welt dargestellt wird. Der parodistische Vortrag dieser Metaphysik durch die betrunkenen Handwerksburschen korrespondiert mit Systembrechungen am Ende. Sie weisen auf die Weltuntergangs-Visionen Wozzecks hin: Die Fortdauer dieser Welt ist nicht ungefährdet.

## Instrumentation
Die Orchesterbesetzung der Oper enthält die folgenden Instrumente:

- Holzbläser: vier Flöten (auch Piccolo), vier Oboen (4. auch Englischhorn), vier Klarinetten in B (1. auch Klarinette in A, 3. und 4. auch Klarinette in Es), Bassklarinette in B, drei Fagotte, Kontrafagott
- Blechbläser: vier Hörner, vier Trompeten, Altposaune, zwei Tenorposaunen, Bassposaune, Kontrabasstuba
- Pauken, Schlagzeug: Hängebecken, Becken auf der großen Trommel, große Trommel, Rute, mehrere kleine Trommeln, großes Tamtam (sehr tief), kleines Tamtam (sehr hoch)
- Xylophon
- Celesta
- Harfe
- Streicher
- Bühnenmusik auf der Szene: mehrere kleine Trommeln (I/2)
- Militärmusik: Piccoloflöte, zwei Flöten, zwei Oboen, zwei Klarinetten in Es, zwei Fagotte, zwei Hörner, zwei Trompeten, drei Posaunen, Kontrabasstuba, Schlagzeug (große Trommel, Becken, kleine Trommel, Triangel) (I/3)
- Heurigen-/Wirtshausmusik: zwei Fiedeln (um einen ganzen Ton höher gestimmte Violinen), Klarinette in C, Ziehharmonika bzw. Akkordeon, Gitarre, Bombardon bzw. Basstuba (II/4)
- Klavier (Pianino, verstimmt) (III/3)
- Kammerorchester: Flöte (auch Piccolo), Oboe, Englischhorn, Klarinette in Es, Klarinette, Bassklarinette in B, Fagott, Kontrafagott, zwei Hörner, Violine, Viola, Violoncello, Kontrabass (III/3)

## Werkgeschichte

### Erstbesetzung
|                     |              | Uraufführung am 14. Dezember 1925 in Berlin (Erich Kleiber) |
| ------------------- | ------------ | ----------------------------------------------------------- |
| Wozzeck             | Bariton      | Leo Schützendorf                                            |
| Marie               | Sopran       | Sigrid Johanson                                             |
| Mariens Knabe       | Knabensopran | Ruth Iris Witting                                           |
| Hauptmann           | Tenor        | Waldemar Henke                                              |
| Doktor              | Bass         | Martin Abendroth                                            |
| Tambourmajor        | Tenor        | Fritz Soot                                                  |
| Andres              | Tenor        | Gerhard Witting                                             |
| Margret             | Alt          | Jessyka Koettrik                                            |
| 1. Handwerksbursche | Bass         | Ernst Osterkamp                                             |
| 2. Handwerksbursche | Bariton      | Alfred Borchardt                                            |
| Narr                | Tenor        | Marcel Noé                                                  |
| Ein Soldat          | Bariton      | Leonhard Kern                                               |

### Rezeption
Die Uraufführungsinszenierung erreichte beachtliche 20 Aufführungen, die Oper wurde dann rasch an fünfzehn deutschen Bühnen nachgespielt. Es folgten 1926 Prag, 1927 Leningrad, 1930 Wien, Aachen und Amsterdam, 1931 Philadelphia, Zürich und New York. Die Nationalsozialisten unterbanden von 1933 bis 1945 sämtliche Aufführungen in ihrem Machtbereich, die letzten Wozzeck-Vorstellungen im deutschen Sprachraum fanden im Spätherbst 1932 an der Staatsoper Unter den Linden in Berlin statt. Eigenartigerweise erfuhr auch die Rezeption auf internationaler Ebene einen deutlichen Einbruch. Aus den Folgejahren sind nur zwei Produktionen bekannt: 1934 wurde Wozzeck in London konzertant aufgeführt. 1942 dirigierte Tullio Serafin die Oper in Rom, Tito Gobbi sang die Titelpartie (auch in der RAI-Aufnahme von 1954, Dirigat Nino Sanzogno).
Untrennbar mit der Rezeption der Berg-Oper in der Nachkriegszeit verbunden ist der Name Karl Böhm, der das Werk erstmals 1931 als Generalmusikdirektor in Darmstadt einstudiert hatte und den Wozzeck nach Ende des NS-Regimes unermüdlich propagierte und dirigierte. Böhm brachte das Werk 1949 am Teatro San Carlo in Neapel, 1951, 1971 und 1972 bei den Salzburger Festspielen, in den frühen 1950er Jahren im Teatro Colón in Buenos Aires, 1955 an der Wiener Staatsoper, 1959 an der Metropolitan Opera und 1964 an der Deutschen Oper Berlin auf den Spielplan. Für seine Einspielung mit Dietrich Fischer-Dieskau, Evelyn Lear und Fritz Wunderlich aus dem Jahr 1964 erhielt er einen Grammy Award, Beachtung fand auch der Salzburger Live-Mitschnitt aus dem Jahr 1972 mit Walter Berry, Anja Silja und Fritz Uhl.
Erich Kleiber, der Uraufführungsdirigent, präsentierte das Werk 1952 an der Covent Garden Opera in London, Christel Goltz sang die Marie.
Berühmte Tenöre nahmen sich der Rolle des Tambourmajors an: Max Lorenz 1955 an der Wiener Staatsoper, Hans Beirer 1963 in Berlin. Theo Adam verkörperte die Titelpartie 1970 unter Carlos Kleiber an der Bayerischen Staatsoper in München, Eberhard Waechter war 1979 ein intensiver Wozzeck in Wien, Franz Grundheber sang die Partie in den 1980er und 1990er Jahren unter anderem in Wien und Berlin. Neben Christel Goltz und Anja Silja profilierten sich auch Christa Ludwig, Marilyn Horne, Hildegard Behrens und Waltraud Meier als Marie.
Pierre Boulez stellte das Werk in den 1960er Jahren in Paris vor, Claudio Abbado in den frühen 1970er Jahren in Milano – Luca Ronconi inszenierte, ein Fluss aus Schlamm und Dreck ergoss sich über die Bühne der Scala. Aufnahmen bestehen unter anderem auch von den Dirigenten Dimitri Mitropoulos (1951), Nino Sanzogno (1954, auf Italienisch), Christoph von Dohnányi (1979), Daniel Barenboim (1994), Ingo Metzmacher (1998), Leif Segerstam (2000), Seiji Ozawa und James Levine (beide 2005) sowie Fabio Luisi (2015).